# البطولة العربية للأندية الفائزة بالكؤوس 1993
البطولة العربية للأندية الفائزة بالكؤوس 1993 هي النسخة الرابعة من البطولة العربية للأندية الفائزة بالكؤوس التي أقيمت في الدوحة، قطر من 20 يناير إلى 2 فبراير 1993. مثلت الفرق الدول العربية في أفريقيا وآسيا. فاز نادي الأولمبيك البيضاوي المغربي بالبطولة للمرة الثالثة في تاريخه، على حساب نادي القادسية السعودي.